# Paraskiewas Andzas
Paraskiewas Andzas (gr. Παρασκευάς Άντζας, ur. 18 sierpnia 1976 w Atenach) – grecki piłkarz grający na pozycji środkowego obrońcy lub pomocnika.

## Kariera klubowa
Pierwszym klubem Andzasa w karierze był Pandramaikos Drama. W 1993 roku zaczął w jego barwach występować w rozgrywkach trzeciej lidze. W 1995 roku odszedł z Pandramaikosu i został zawodnikiem pierwszoligowej Skody Ksanti. W Skodzie był podstawowym graczem i przez trzy lata występował w pierwszej jedenastce.
Latem 1998 Andzas zmienił klub i został sprzedany do jednej z czołowych greckich drużyn, Olympiakosu Pireus. W jego barwach zadebiutował 4 października w wygranym 6:1 domowym spotkaniu z AO Proodeftiki. Już w swoim pierwszym sezonie jako rezerwowy został mistrzem Grecji i sięgnął po swój pierwszy Puchar Grecji w karierze. W kolejnych sezonach był na ogół rezerwowym. W latach 2000–2003 wywalczył z klubem z Pireusu kolejne tytuły mistrzowskie oraz zaliczał występy w Lidze Mistrzów.
W trakcie sezonu 2003/2004 Andzas został wypożyczony do trzecioligowej Doxy Drama, ale już latem za darmo odszedł do Skody Ksanti. W sezonie 2004/2005 rozegrał dla niej tylko 9 meczów i zajął ze Skodą 4. miejsce w lidze za „Wielką Trójką”: Olympiakosem, Panathinaikosem i AEK'iem. Jesienią 2005 Paraskiewas wystąpił ze Skodą w Pucharze UEFA, a w klubie tym grał jeszcze w sezonie 2006/2007.
W 2007 roku Andzas znów został zawodnikiem Olympiakosu, do którego trafił za sumę 150 tysięcy euro. Był zawodnikiem wyjściowego składu i tworzył linię obrony z Christosem Patsadzoglu, Wasilisem Torosidisem oraz Polakiem Michałem Żewłakowem. Na koniec sezonu 2007/2008 został szósty raz mistrzem Grecji i zdobył drugi krajowy puchar. W 2009 roku zakończył karierę.
| Sezon   | Klub               | Kraj   | Rozgrywki     | Mecze | Bramki |
| ------- | ------------------ | ------ | ------------- | ----- | ------ |
| 1993/94 | Pandramaikos Drama | Grecja | 3. liga       | 25    | 2      |
| 1994/95 | Pandramaikos Drama | Grecja | 3. liga       | 23    | 5      |
| 1995/96 | Skoda Ksanti       | Grecja | Alpha Ethniki | 26    | 1      |
| 1996/97 | Skoda Ksanti       | Grecja | Alpha Ethniki | 14    | 1      |
| 1997/98 | Skoda Ksanti       | Grecja | Alpha Ethniki | 28    | 3      |
| 1998/99 | Olympiakos SFP     | Grecja | Alpha Ethniki | 18    | 0      |
| 1999/00 | Olympiakos SFP     | Grecja | Alpha Ethniki | 16    | 1      |
| 2000/01 | Olympiakos SFP     | Grecja | Alpha Ethniki | 12    | 0      |
| 2001/02 | Olympiakos SFP     | Grecja | Alpha Ethniki | 6     | 0      |
| 2002/03 | Olympiakos SFP     | Grecja | Alpha Ethniki | 22    | 1      |
| 2003/04 | Olympiakos SFP     | Grecja | Alpha Ethniki | 8     | 0      |
| 2003/04 | Doxa Drama         | Grecja | 3. liga       | 6     | 2      |
| 2004/05 | Skoda Ksanti       | Grecja | Alpha Ethniki | 9     | 0      |
| 2005/06 | Skoda Ksanti       | Grecja | Alpha Ethniki | 23    | 1      |
| 2006/07 | Skoda Ksanti       | Grecja | Alpha Ethniki | 23    | 1      |
| 2007/08 | Olympiakos SFP     | Grecja | Alpha Ethniki | 22    | 1      |
| 2008/09 | Olympiakos SFP     | Grecja | Alpha Ethniki | 18    | 0      |

## Kariera reprezentacyjna
W reprezentacji Grecji Andzas zadebiutował 5 lutego 1999 roku w wygranym 1:0 towarzyskim spotkaniu z Belgią. Występował m.in. w eliminacjach do Euro 2004, jednak na sam turniej nie pojechał, a Grecja wywalczyła wówczas mistrzostwo Europy. W 2008 roku został powołany przez Otto Rehhagela do kadry na Euro 2008.